# Ледоломац
Ледоломац је назив за посебну врсту брода којем је сврха разбијање леда ради отварања пловних путева.
Да би то постигао, ледоломац мора да има посебно учвршћен труп, посебан облик трупа и нарочито снажан мотор. 
Ледоломци су се појавили релативно касно, тек са појавом парне машине. Углавном се користе на морима у поларним и субполарним областима, као и на важнијим рекама изван ових области које се могу у току зиме заледити. 
Ледоломци се деле на поларне и субполарне, зависно од географског подручја рада. Поларни ледоломци су оспособљени за независан рад на једногодишњем, двогодишњем и вишегодишњем леду Арктика и Антарктика. Субполарни ледоломци оперишу на залеђеним водама морских обала, река и језера, изван поларних подручја.
Главни корисници ледоломаца су Данска (око 3 брода), Немачка (око 6 бродова + 3 вишенаменска), Финска (око 10 бродова), Шведска (око 16 бродова), Уједињено Краљевство (1 брод), Канада (1 брод), Француска (1 брод), Кина (1 брод), Јапан (око 3 брода), САД (око 12 бродова) и Русија (око 9 бродова, 6 од њих са нуклеарним реактором).